# Rullatura (agricoltura)
La rullatura è una lavorazione del terreno eseguita in genere come lavoro complementare prima, dopo o contemporaneamente alla semina. Più raramente si utilizza come lavoro di coltivazione dopo l'emergenza.

## Modalità di esecuzione
La rullatura tipica è un classico lavoro complementare che si colloca fra le operazioni finali di preparazione del letto di semina. Si esegue con il rullo compressore, una semplice macchina costituita da un telaio portante e da uno o più cilindri a superficie liscia, che esercita una leggera compressione del terreno lavorato prima o, spesso, dopo la semina.
La stessa operazione si esegue con altre macchine che possono presentare modifiche atte a migliorare il lavoro per determinate finalità. Un tipo frequentemente usato è ad esempio il rullo frangizolle, composto da una serie di dischi a superficie liscia o sagomata  allo scopo di esercitare un più energico sgretolamento delle zollette in superficie. Un tipo particolare, poco usato, è invece il rullo sottocompressore, concepito per esercitare un'azione di sgretolamento superficiale e soprattutto di compattamento in profondità in modo da ridurre l'eccessiva cavernosità lasciata dalle lavorazioni

## Finalità
La rullatura si esegue per molteplici finalità, secondo le esigenze, talvolta concomitanti. Scopi specifici si realizzano talvolta con rulli particolari. Fra le principali si ricordano le seguenti:
- comprimere il terreno in superficie in modo da far aderire meglio le particelle terrose al seme;
- sgretolare ulteriormente le zollette superficiali per ottenere una superficie meno irregolare e ridurre le fallanze in emergenza;
- rendere più regolare la superficie lasciata da un lavoro complementare grossolano;
- ridurre l'eccessiva sofficità di un terreno lavorato con la fresatura;
- mortificare un eccesso di rigoglio vegetativo dei cereali in primavera, prima della levata